# Arielulus aureocollaris
Arielulus aureocollaris là một loài động vật có vú trong họ Dơi muỗi, bộ Dơi. Loài này được Kock & Storch miêu tả năm 1996.

## Hình ảnh

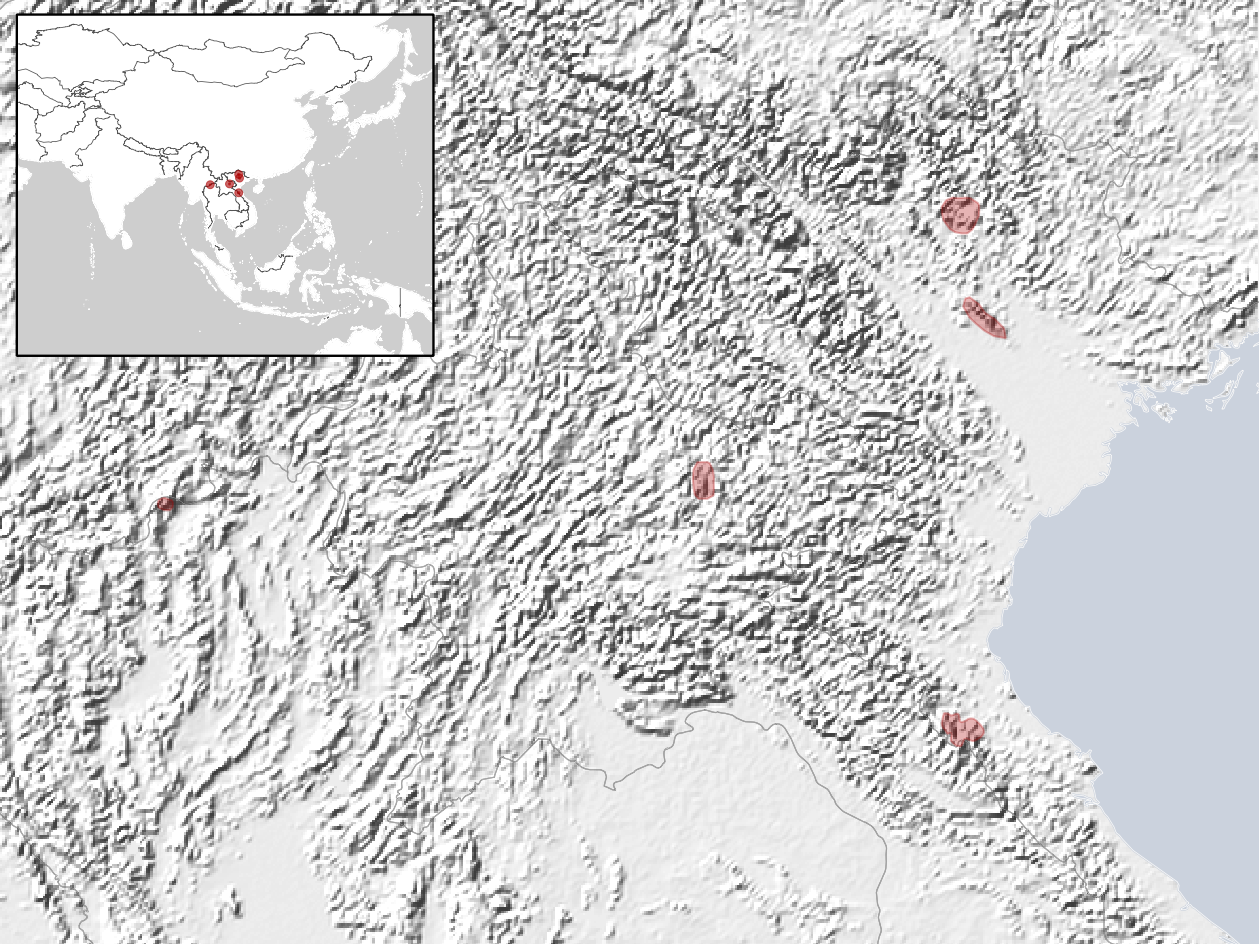